# 西藏剑蕨
西藏剑蕨（学名：Loxogramme cuspidata），为剑蕨科剑蕨属下的一个植物种。